# After Man: A Zoology of the Future
After Man: A Zoology of the Future – książka szkockiego geologa Dougala Dixona, wydana w 1981 roku, z pogranicza literatury popularnonaukowej oraz science fiction. Autor prezentuje w niej hipotetyczne organizmy, które zamieszkują Ziemię po 50 milionach lat od wymarcia człowieka. After Man jest pierwszą książką autora z zakresu ewolucji spekulatywnej.

## Zarys treści
We wstępnych rozdziałach książki autor porusza zagadnienia związane z ewolucją, genetyką komórek, doborem naturalnym, zachowaniem zwierząt, rozwojem organizmów żywych, łańcuchem troficznym oraz historią życia na Ziemi (od pochodzenia życia do ery człowieka).

### Wymarcie człowieka
W książce After Man: A Zoology of the Future człowiek wyginął w wyniku ograniczenia wpływu naturalnego mechanizmu ewolucji na swój własny gatunek, który odpowiedzialny był za kształtowanie i przystosowanie wszystkich organizmów w powolnym procesie. Konsekwencją było pojawienie się szkodliwych mutacji u gatunku ludzkiego, które nie mogły zostać usunięte w drodze doboru naturalnego. Ponadto człowiek – w wyniku ingerencji w otaczające go środowisko, które dostosowywał do swoich potrzeb, powodując jego jednoczesne zanieczyszczenie – doprowadził do swojej samozagłady.

### Ruch kontynentów

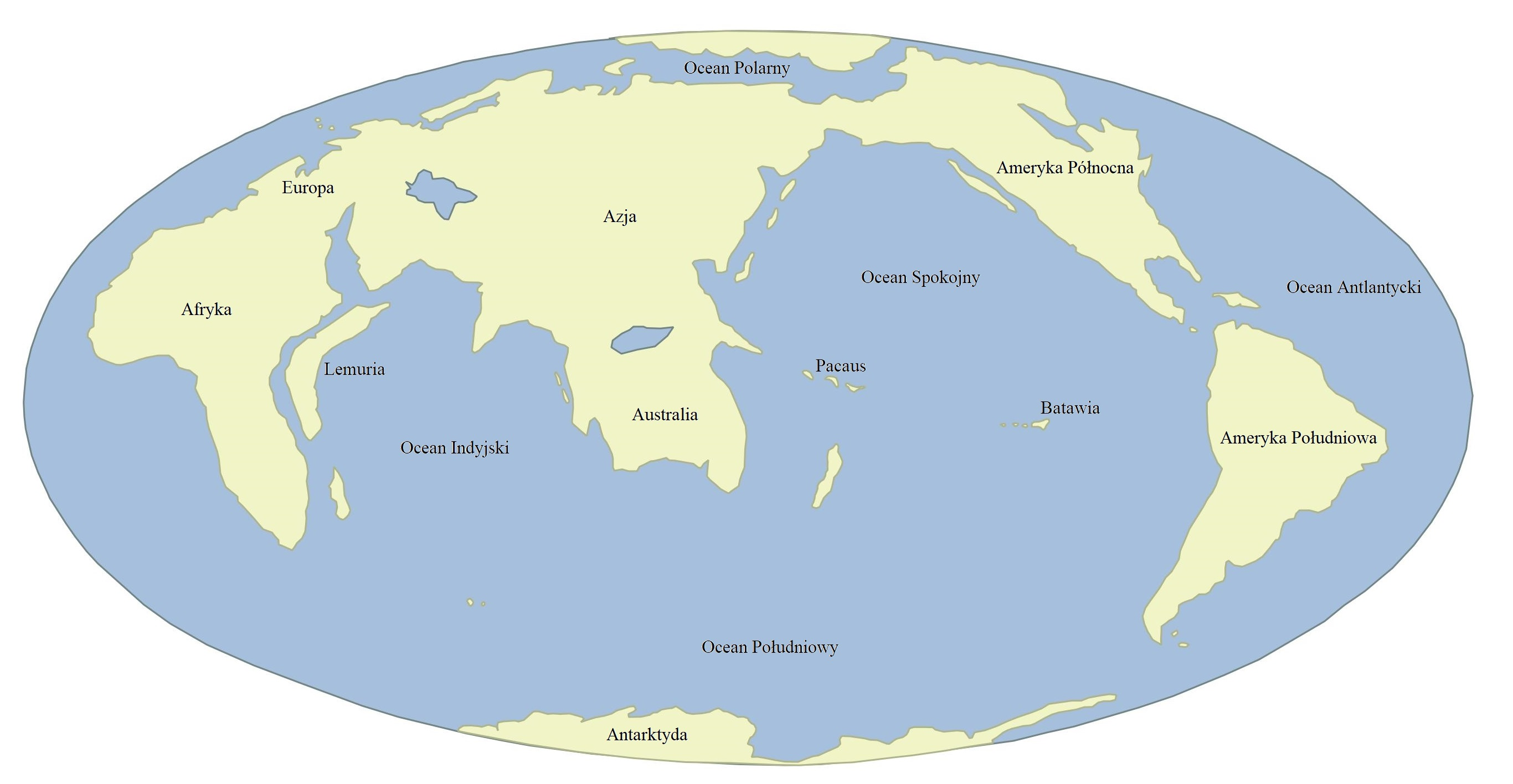
Położenie kontynentów w świecie za 50 milionów lat

W świecie za 50 milionów lat po wymarciu człowieka, który został przedstawiony w książce After Man: A Zoology of the Future, ruchy tektoniczne doprowadziły do przekształcenia świata pod względem geograficznym. Zderzenie Afryki z Europą doprowadziło do zamknięcia Morza Śródziemnego, natomiast Ameryka Północna połączyła się z północno-wschodnią Azją poprzez pas lądu zwany Beringią. Dodatkowo Australia połączyła się z Azją Południowo-Wschodnią. Około 25 milionów lat po wymarciu człowieka Ameryka Południowa oddzieliła się od Ameryki Północnej. Antarktyda, podobnie jak dziś, miała znajdować się w rejonie bieguna południowego.
Dodatkowo ruchy tektoniczne doprowadziły do utworzenia wyspy Lemuria, która powstała poprzez oderwanie się od kontynentu afrykańskiego. Położona jest na wschód od Afryki. We wschodniej oraz w środkowej części Oceanu Spokojnego wyrosły dwa archipelagi wysp pochodzenia wulkanicznego, są to odpowiednio archipelag wysp Pacaus (powstały na krawędzi dwóch płyt tektonicznych: australijskiej i pacyficznej) i Batawii (utworzony w miejscu występowania tzw. plamy gorąca).

### Środowisko
W książce After Man autor wyróżnił kilka typów formacji roślinnych, które w głównej mierze odpowiadają współczesnym im odpowiednikom, są to: lasy i obszary trawiaste strefy umiarkowanej, lasy iglaste, tundra i obszary polarne, pustynie, stepy i sawanny oraz lasy równikowe. Lasy i obszary trawiaste strefy umiarkowanej są szeroko rozprzestrzenione na półkuli północnej (głównie w Eurazji) oraz występują punktowo na półkuli południowej (południowa część Afryki i Ameryki Południowej). Lasy iglaste zlokalizowane są na dalekiej północy dwóch kontynentów: Azji i Ameryki Północnej, a na północnych krańcach graniczą z obszarami tundrowymi. Tundra i obszary polarne zajmują skrajne szerokości geograficzne zarówno na półkuli północnej, jak i południowej oraz obszary górskie (np. pasmo górskie okalające wybrzeże Oceanu Spokojnego). Pustynie położone są w przeważającej większości na półkuli północnej (Afryka, Azja, Ameryka Północna). Stepy i sawanny zlokalizowane są w strefie zwrotnikowej (m.in. w Afryce, Lemurii, Australii i Ameryce Południowej) i stanowią pas przejściowy pomiędzy obszarami pustynnymi i lesistymi. Ostatnia formacja roślinna, czyli lasy równikowe charakteryzujące się bujną roślinnością, położona jest w strefie międzyzwrotnikowej (występuje w Afryce, archipelagu Batawii, Australii i Ameryce Południowej).

### Fauna
Największą różnorodność w świecie za 50 milionów lat osiągnęły ssaki oraz ptaki, ze względu na szybką zdolność adaptacyjną do zmieniających się warunków. Autor opisuje hipotetyczne gatunki zwierząt z wieloma szczegółami, m.in.: budową anatomiczną, zależnościami występującymi między nimi oraz systematyką – z nazwami potocznymi i łacińskimi. Łącznie wyróżnionych zostało 110 gatunków zwierząt, które zostały zaliczone do kilkudziesięciu rzędów.
Poniżej przedstawiono przykładowe nazewnictwo zwierząt z nazwami łacińskimi oraz potocznymi w języku angielskim (w nawiasach):
| - Amphimorphodus cynomorphus (falanx); - Anabracchium struthioforme (wakka); - Aquator adepsicautus (desert leaper); - Balenormis vivipera (vortex); - Carnopapio vulgaris (raboons); |  | - Cornudens rastrostrius (water hornhead); - Cornudens vulgaris (common hornhead); - Corvardea niger (bootie bird); - Manambulus perhorridus (night stalker); - Megalodorcas giganteus (gigantelope); |  | - Phocapotamus lutuphagus (mud-gulper); - Psammonarus spp. (desert shark); - Smilomys atrox (bardelot); - Tendesciurus rufus (chirit); - Ungulagus scandens (mountain rabbuck). |

## Odbiór, wyróżnienia i adaptacje
Książka uważana jest za najwybitniejsze dzieło z zakresu ewolucji spekulatywnej. Jednocześnie jest to pierwsza książka autora, w której poruszył on temat ewolucji spekulatywnej. Następnie kontynuował powyższy temat w książkach: The New Dinosaurs: An Alternative Evolution (1988), Man After Man: An Anthropology of the Future (1990) i The Future Is Wild: A Natural History of the Future (2003, z Johnem Adamsem).
Książka została odebrana pozytywnie. W recenzji autora Redmonda O’Hanlona dla „Times Literary Supplement”, książka została określona jako genialny i zarazem ostrożny pomysł autora zaprezentowania (w oparciu o wiedzę z zakresu genetyki, ewolucji i geologii) genetyki komórek, ewolucji poprzez dobór naturalny oraz zachowań zwierząt i zależności występujących między nimi.
W opinii Dana Brothwella, w recenzji dla „British Book News”, w książce nie przedstawiono świata absurdalnych zwierząt, lecz uwzględniono czynniki biologiczne, które wpływają na ewolucję organizmów żywych. Natomiast Peter Stoler w magazynie „Time” określił futurystyczne zwierzęta jako zabawne i przerażające oraz jednocześnie jako zupełnie logiczne.
W 1982 roku Dougal Dixon za książkę After Man został nominowany do amerykańskiej nagrody literackiej Hugo w kategorii za najlepszą książkę non-fiction.
Książka After Man doczekała się dodatkowo kilku adaptacji. Po raz pierwszy została zaadaptowana w Newquay Zoo w mieście Newquay, gdzie w 1983 roku zostało umieszczonych osiem figur futurystycznych zwierząt z książki. Dodatkowo w 1984 roku w Japonii została zorganizowana objazdowa wystawa pt. After Man Exhibition, a w latach 1985–1986 była prezentowana w Stanach Zjednoczonych. Książka doczekała się również adaptacji telewizyjnej, która została wyemitowana przez Nexus Television w Tokio w 1990 roku.